# فريق الولايات المتحدة الأمريكية الوطني للجمباز الفني للسيدات
فريق الولايات المتحدة الأمريكية الوطني للجمباز الفني للسيدات يمثل الولايات المتحدة في مسابقات الاتحاد الدولي للجمباز، اعتبارًا من عام 2024، أصبح فريق الولايات المتحدة بطل العالم الحالي وبطل الميدالية الذهبية الأوليمبية، حيث يُطلق على لاعبات الجمباز الخمس لقب "الفتيات الذهبيات".

## التاريخ
فازت سيدات الولايات المتحدة بالميدالية البرونزية في مسابقة الفرق في دورة الألعاب الأوليمبية الصيفية لعام 1948. وبعد ذلك، لم يفزن بميدالية أخرى في الألعاب الأوليمبية الصيفية أو بطولة العالم حتى عام 1984 عندما فاز الفريق الأوليمبي بالميدالية الفضية. وخلال تلك المسابقة، أصبحت ماري لو ريتون أيضًا أول أمريكية تفوز بالميدالية الذهبية في مسابقة الفردي. بدأ الأمريكيون في الفوز بشكل ثابت بميداليات أوليمبية وعالمية في أوائل التسعينيات مع لاعبي قاعة المشاهير المستقبليين شانون ميلر ودومينيك داوس. كان الفريق الأوليمبي لعام 1996، المعروف باسم "السبعة الرائعون"، أول فريق أمريكي يفوز بالميدالية الذهبية الأوليمبية. جاءت لحظة شهيرة في تاريخ الرياضة في وقت متأخر من المسابقة، عندما قفزت كيري ستروج المصابة لتأمين اللقب. بعد عام 1996، تراجع الفريق لعدة سنوات حيث أخذ نجومهم فترات راحة من المنافسة.
ترأست مارتا كارولي البرنامج بعد أولمبياد 2000، مما أدى إلى عصر من النجاح لفريق الولايات المتحدة حيث أصبحوا أحد أكثر البلدان هيمنة في الجمباز النسائي. حصد فريق الولايات المتحدة الميداليات في كل دورة أولمبية وعالمية منذ عام 2000. فازوا بأول ميدالية ذهبية في العالم في عام 2003. في أولمبياد 2004، فازوا بالميدالية الفضية للفرق، وأصبحت كارلي باترسون ثاني لاعبة جمباز أمريكية تفوز بالفردي الشامل. واصل فريق الولايات المتحدة نجاحه في الرباعية التالية. فازوا بميدالية فضية أولمبية أخرى في عام 2008. كانت ناستيا ليوكين وشون جونسون اثنتين من أفضل لاعبات الجمباز في عصرهما وحصلتا على المركزين الأول والثاني في الفردي الشامل لعام 2008.
فازوا بالميدالية الذهبية في بطولة العالم 2011 ثم فازوا بالميدالية الذهبية في أولمبياد 2012 بأكثر من خمس نقاط. أُطلق على فريق عام 2012 لقب "Fierce Five" وضم جابي دوغلاس، أول امرأة أمريكية من أصل أفريقي تفوز بالمسابقة الفردية الأولمبية الشاملة. في عام 2013، بدأت سيمون بايلز مسيرتها المهنية وساعدت فريق الولايات المتحدة على الهيمنة على هذه الرياضة حتى عام 2016. بالإضافة إلى الميداليات الذهبية للفريق، فازت بايلز بالمسابقة الفردية الشاملة في بطولة العالم والألعاب الأولمبية لمدة أربع سنوات متتالية. تم تسمية فريق أولمبياد 2016، الذي يضم بايلز والمخضرمين دوغلاس وآلي رايزمان، بالفريق النهائي. فازوا بمسابقة الفرق بأكثر من ثماني نقاط.

## الألعاب الأولمبية
فازت سيدات الجمباز الأمريكيات بالميدالية الذهبية الأولمبية أربع مرات، في الألعاب الأولمبية الصيفية 1996 و2012 و2016 و2024. أدت هذه النجاحات إلى ألقاب "السبعة الرائعات" و"الخمسة الشرسات" و"الخمسة النهائيات" و"الفتيات الذهبيات" على التوالي. فازوا بأربع ميداليات فضية في أعوام 1984 و2004 و2008 و2020، وثلاث ميداليات برونزية في أعوام 1948 و1992 و2000. يشير اسم فريق 2016 إلى الفريق الأخير الذي ستتولى مارتا كارولي تدريبه وأن هيكل الفريق سيتغير إلى أربعة أعضاء بدءًا من الألعاب الأولمبية 2020. كانت الألعاب الأولمبية لعام 1988 هي العام الوحيد الذي لم يحصل فيه الفريق على ميدالية منذ تشكيله في عام 1982؛ فقد فقدوا الميدالية البرونزية بخصم مثير للجدل. فازت ست سيدات أمريكيات بلقب الفردي الأولمبي الشامل، بما في ذلك ستة ألقاب متتالية من 2004 إلى 2024: ماري لو ريتون عام 1984)، كارلي باترسون عام 2004، ناستيا ليوكين عام 2008، غابي دوغلاس عام 2012، سيمون بايلز عام 2016، سونيسا لي عام 2020، وسيمون بايلز عام 2024. لاعبة الجمباز الأمريكية الأكثر تتويجًا في الألعاب الأولمبية، برصيد 11 ميدالية، هي سيمون بايلز (سبع ميداليات ذهبيات وميداليتين فضية وميداليتين برونزيات).

## نتائج مسابقة الفريق

### الألعاب الأولمبية
| عام     | المركز              | فريق |
| ------- | ------------------- | --- |
| 1936    | المركز الخامس       | جيني كابوتو، كونسيتا كاروتشيو لينز، مارجريت داف، إيرما هاوبولد، ماري كيبلر، آدا لوناردوني، آديلايد ماير ‏، ماري رايت                |
| 1948    | الميدالية البرونزية | لاديسلافا باكانيتش، ماريان بارون، كونسيتا كاروتشيو لينز، دوروثي دالتون، ميتا إلستي نيومان، هيلين شيفانو، كلارا شروث، أنيتا سيمونيس |
| 1952    | المركز الخامس عشر   | ماريان بارون، دوروثي دالتون، ميتا إلستي نيومان، روث جرولكوفسكي، ماري هوزلي، دوريس كيركمان، كلارا شروث، روث توباليان                |
| 1956    | المركز التاسع       | مورييل ديفيس، دوريس فوكس، جودي هاو، جاكي كلاين، جويس ريسيك، ساندرا روديك                                                           |
| 1960    | المركز التاسع       | مورييل ديفيس، دوريس فوكس، بيتي جين مايكوك، تيريزا مونتيفوسكو، شارون ريتشاردسون، غيل سونتجراث                                       |
| 1964    | المركز التاسع       | كاثرين كوريجان، مورييل ديفيس، ديل مكليمنتس، ليندا ميثيني، جاني سبيكس، ماري والثر                                                   |
| 1968    | المركز السادس       | ويندي كلوف، كاثي جليسون، ليندا ميثيني، كولين مولفيهيل، كاثي ريجبي، جويس تاناك                                                      |
| 1972    | المركز الرابع       | كيمبرلي شيس، ليندا ميثيني، جوان مور، روكسان بيرس، كاثي ريجبي، نانسي ثييس                                                           |
| 1976    | المركز السادس       | كولين كيسي، كيمبرلي شيس، كاري إنجلرت، كاثي هوارد، ديبرا ويلكوكس، ليزلي وولفسبيرجر                                                  |
| 1980    | مقاطعة              | لوسي كولينز، مارسيا فريدريك، كاثي جونسونبيث كلاين، إيمي كوبمان، جوليان مكنمارا، ترايسي تالافيرا                                    |
| 1984    | الميدالية الفضية    | بام بيليك، ميشيل دوسير، كاثي جونسون، جوليان مكنمارا، ماري لو ريتون، ترايسي تالافيرا                                                |
| 1988    | المركز الرابع       | براندي جونسون، كيلي غاريسون، ميليسا مارلو، فيبي ميلز، هوب سبيفي، شيل ستاك                                                          |
| 1992    | الميدالية البرونزية | ويندي بروس، دومينيك دوز، شانون ميلر، بيتي أوكينو، كيري ستروغ، كيم زميسكال                                                          |
| 1996    | الميدالية الذهبية   | أماندا بوردن، إيمي تشاو، دومينيك دوز، شانون ميلر، دومينيك موشيانو، جيسي فيلبس، كيري ستروغ                                          |
| 2000    | الميدالية البرونزية | إيمي تشاو، جيمي دانتشير، دومينيك دوز، كريستين مالوني، إليز راي، تاشا شويكرت                                                        |
| 2004    | الميدالية الفضية    | موهيني بهاردواج، أنيا هاتش، تيرين هومفري، كورتني كوبيتس، كورتني ماكول، كارلي باترسون                                               |
| 2008    | الميدالية الفضية    | شون جونسون، ناستيا لوكين، تشيلسي ميميل، سامانثا بيزيك، اليشيا ساكرامون، بريدجيت سلون                                               |
| 2012    | الميدالية الذهبية   | غابريلا دوغلاس، مكايلا ماروني، آلي ريسمان، كايلا روس، جوردان ويبر                                                                  |
| 2016    | الميدالية الذهبية   | سيمون بايلز، غابريلا دوغلاس، لوري هرنانديز، ماديسون كوشين، آلي ريسمان                                                              |
| 2020    | الميدالية الفضية    | سيمون بايلز، جوردن تشايلز، سونيزا لي، غريس ماكالوم                                                                                 |
| 2024    | الميدالية الذهبية   | سيمون بايلز، جيد كاري، جوردن تشايلز، سونيزا لي، هازلي ريفيرا                                                                       |
| المجموع | 4 ألقاب             | 4 ألقاب |

1. ↑  تم تسمية فريق لدورة الألعاب الأولمبية لعام 1980؛ ومع ذلك لم يتنافسوا لأن الولايات المتحدة قاطعت[5]

### بطولات العالم
الأسماء المكتوبة بالخط المائل هي أسماء بديلة حصلت على ميدالية الفريق.
| عام     | المركز              | فريق                                                                                                 |
| ------- | ------------------- | --- |
| 1962 ‏   | المركز الثامن       | مورييل ديفيس، دوريس فوكس، بيتي جين مايكوك، غيل سونتجيرث، أفيس تيبر، ماري والثر                       |
| 1966 ‏   | المركز السادس       | ديبي بيلي، دوريس فوكس، ديل ماكملينتس، كاثي جليسون، كارولين هاكر، جويس تاناك                          |
| 1970 ‏   | المركز السابع       | كليو كارفر، كيمبرلي شيس، ويندي كلوف، أديل جليفز، جوان مور، كاثي ريجبي                                |
| 1974 ‏   | المركز السادس       | جانيت أندرسون، آن كار، ديان دنبار، ديبي فيك، كاثي هوارد، جوان مور                                    |
| 1978 ‏   | المركز الخامس       | كريستا كاناري، مارسيا فريدريك، كاثي جونسون، ليزلي بايفر، روندا شواندت، دونا تورنبو                   |
| 1979 ‏   | المركز السادس       | كريستا كاناري، مارسيا فريدريك، كاثي جونسون، سوزي كيليمز، ليزلي بايفر، ليزلي روسو                     |
| 1981 ‏   | المركز السادس       | ميشيل جودوين، كاثي جونسون، إيمي كوبمان، جوليان مكنمارا، جينا ستالون، ترايسي تالافيرا                 |
| 1983 ‏   | المركز السابع       | بام بيليك، كيلي غاريسون، كاثي جونسون، جوليان مكنمارا، يومي موردي، تانيا سيرفيس                       |
| 1985 ‏   | المركز السادس       | بام بيليك، تريسي كالور، كيلي غاريسون، سابرينا مار، ماري روثليسبيرجر، جينيفر سي                       |
| 1987 ‏   | المركز السادس       | روندا فاهن، كيلي غاريسون، سابرينا مار، ميليسا مارلو، فيبي ميلز، كريستي فيليبس                        |
| 1989 ‏   | المركز الرابع       | ويندي بروس، كريستي هنريتش، براندي جونسون، كيم كيلي، شيل ستاك، ساندي وولسي                            |
| 1991 ‏   | الميدالية الفضية    | ميشيل كامبي، هيلاري جريفيتش، شانون ميلر، بيتي أوكينو، كيري ستروغ، كيم زميسكال                        |
| 1994 ‏   | الميدالية الفضية    | أماندا بوردن، إيمي تشاو، دومينيك دوز، لاريسا فونتين، شانون ميلر، جيسي فيلبس، كيري ستروغ              |
| 1995 ‏   | الميدالية البرونزية | ماري بيث أرنولد، تيريزا كوليكوفسكي، شانون ميلر، دومينيك موشيانو، جيسي فيلبس، كيري ستروغ، دوني تومسون |
| 1997 ‏   | المركز السادس       | كيندال بيك، موهيني بهاردواج، كريستين مالوني، دومينيك موشيانو، كريستي باول، جيني تومسون               |
| 1999 ‏   | المركز الخامس       | جانيت أنتولين، فانيسا أتلر، جيمي دانتزشر، كريستين مالوني، إليز راي، مورغان وايت                      |
| 2001 ‏   | الميدالية البرونزية | موهيني بهاردواج، كاتي هينان، أشلي مايلز، تاشا شويكرت، راشيل تيد، تابيثا يم                           |
| 2003 ‏   | الميدالية الذهبية   | تيرين هومفري، كورتني كوبيتس، تشيلسي ميميل، كارلي باترسون، تاشا شويكرت، هولي فايس                     |
| 2006 ‏   | الميدالية الفضية    | جانا بيغر، ناتاشا كيلي، ناستيا لوكين، تشيلسي ميميل، آشلي بريس، اليشيا ساكرامون                       |
| 2007 ‏   | الميدالية الذهبية   | إيفانا هونج، شون جونسون، ناستيا لوكين، سامانثا بيزيك، اليشيا ساكرامون، شايلا وورلي                   |
| 2010 ‏   | الميدالية الفضية    | ريبيكا بروس، ماكنزي كاكواتو، ماتي لارسون، آلي ريسمان، اليشيا ساكرامون، بريدجيت سلون                  |
| 2011 ‏   | الميدالية الذهبية   | غابريلا دوغلاس، مكايلا ماروني، آلي ريسمان، اليشيا ساكرامون، سابرينا فيغا، جوردان ويبر                |
| 2014 ‏   | الميدالية الذهبية   | أليسا باومان، سيمون بايلز, ماديسون ديش, ماديسون كوشين، أشتون لوكلير، كايلا روس، ميكايلا سكينر        |
| 2015 ‏   | الميدالية الذهبية   | سيمون بايلز، غابريلا دوغلاس، برينا دويل، ماديسون كوشين، ماجي نيكولز، آلي ريسمان, ميكايلا سكينر       |
| 2018    | الميدالية الذهبية   | سيمون بايلز، كارا إيكر، مورغان هيرد، غريس ماكالوم، رايلي مكوسكر, راجان سميث                          |
| 2019 ‏   | الميدالية الذهبية   | سيمون بايلز، جيد كاري، كارا إيكر، سونيزا لي، غريس ماكالوم, ميكايلا سكينر                             |
| 2022 ‏   | الميدالية الذهبية   | سكاي بلاكلي، جيد كاري، جوردن تشايلز، شيليس جونز، ليان وونغ, ليكسي زيس                                |
| 2023    | الميدالية الذهبية   | سيمون بايلز، سكاي بلاكلي، شيليس جونز، جوسيلين روبرسون، ليان وونغ, كايلا دي تشيلو                     |
| المجموع | 9 ألقاب             | 9 ألقاب                                                                                              |

### الألعاب الأمريكية
| عام     | المركز            | فريق                                                                                  |
| ------- | ----------------- | ------------------------------------------------------------------------------------- |
| 1959    | الميدالية الذهبية | بيتي مايكوك، كاسي كولون، تيريزا مونتيفوسكو، شارون فيلبس، جودي كلوزر، شارون ريتشاردسون |
| 1963    | الميدالية الذهبية | دوريس فوكس، ديل ماكملينتس، كاثرين كوريجان، أفيس تيبر، ماري والثر، مورييل جروسفيلد     |
| 1967    | الميدالية الذهبية | ليندا ميثيني، جويس تاناك، كاثي جليسون، ماري والثر، دونا شانزر، ديبورا بيلي            |
| 1971    | الميدالية الذهبية | كيم تشيس، تيريزا فيليشيا، أديل جليفز، ليندا ميثيني، روكسان بيرس، تيري سبنسر           |
| 1975    | الميدالية الذهبية | —                                                                                     |
| 1983    | الميدالية الذهبية | —                                                                                     |
| 1987    | الميدالية الذهبية | —                                                                                     |
| 1991    | الميدالية الذهبية | —                                                                                     |
| 1995    | الميدالية الذهبية | —                                                                                     |
| 1999    | الميدالية الفضية  | —                                                                                     |
| 2003    | الميدالية الذهبية | ناستيا لوكين، كورتني ماكول، تيا أورلاندو، تشيلسي ميميل، مارسيا نيوبي، أليس إيشينو     |
| 2007    | الميدالية الذهبية | ريبيكا بروس، إيفانا هونج، شون جونسون، ناستيا لوكين، سامانثا بيزيك، أمبر تراني         |
| 2011    | الميدالية الذهبية | بريدجيت كاكواتو، جيسي ديزيل، براندي جاي، شون جونسون، غريس ماكلولين، بريدجيت سلون      |
| 2015    | الميدالية الذهبية | ماديسون ديش، راشيل غووي، إميليا هاندلي، إميلي شيلد، ميجان سكاجز                       |
| 2019    | الميدالية الذهبية | كارا إيكر، آليا فينيجان، مورغان هيرد، رايلي مكوسكر، ليان وونغ                         |
| 2023    | الميدالية الذهبية | جوردن تشايلز، كايلا دي تشيلو، كاليا لينكولن، زوي ميلر، تيانا سوماناسيكيرا             |
| المجموع | 15 لقب            | 15 لقب                                                                                |

### بطولات الألعاب الأمريكية
| عام     | المركز             | فريق                                                                                  |
| ------- | ------------------ | ------------------------------------------------------------------------------------- |
| 1997    | الميدالية الفضية   | إيرين دولي، نيكول كيلباتريك، رايجان توماسيك، مورجان وايت                              |
| 2001    | الميدالية الذهبية  | تاشا شويكرت، موهيني بهاردواج، تابيثا ييم، كاتي هينان                                  |
| 2005    | الميدالية الذهبية  | تشيلسي ميميل، اليشيا ساكرامون، جانا بيجر، بيانكا فلور                                 |
| 2010    | الميدالية الذهبية  | غابريلا دوغلاس، برينا دويل، كايلا روس، سارة فينيغان، سابرينا فيغا، مكايلا ماروني      |
| 2014    | الميدالية الذهبية  | ميكايلا سكينر، ماجي نيكولز، ماديسون ديش، إميليا هاندلي، ماديسون كوشين، أشتون لوكلير   |
| 2018    | الميدالية الذهبية  | جيد كاري، كارا إيكر، شيليس جونز، غريس ماكالوم، ترينيتي توماس                          |
| 2022    | الميدالية الفضية   | سكاي بلاكلي، كايلا دي تشيلو، أديسون فتا، زوي ميلر، إيل مولر، ليكسي زايس               |
| 2023    | الميدالية الذهبية  | أديسون فاتا، مادري جونسون، نولا ماثيوز، زوي ميلر، جوسيلين روبرسون، تيانا سوماناسيكيرا |
| المجموع | 6 (ميداليات ذهبية) | 6 (ميداليات ذهبية)                                                                    |

### بطولة العالم للناشئين
الأسماء المكتوبة بالخط المائل هي أسماء بديلة حصلوا على ميدالية الفريق.
| عام     | المركز              | فريق                                                    |
| ------- | ------------------- | ------------------------------------------------------- |
| 2019    | الميدالية البرونزية | سيدني باروس، سكاي بلاكلي، كايلا دي تشيلو, كونور ماكلاين |
| 2023    | الميدالية الفضية    | جايلا هانغ، هزلي ريفيرا، إيزي ستاسي، كيرين فينيل        |
| المجموع | 0                   | 0                                                       |